# Stenomesson moldenkei
Stenomesson moldenkei là một loài thực vật có hoa trong họ Amaryllidaceae. Loài này được Traub miêu tả khoa học đầu tiên năm 1966.